# Angelusz (keresztnév)
Az Angelusz görög → latin eredetű férfinév, jelentése: isten követe, angyal. Női párja: Angéla.

## Átvett és rokon nevek
- Angelus:[1] a név magyar ejtésváltozata[2]
- Andzseló:[1] a név olasz alakjának átvétele

## Gyakorisága
Az 1990-es években az Angelus és Angelusz egyaránt szórványosan fordult elő, az Andzseló nem volt anyakönyvezhető, a 2000-es években egyik sem szerepel a 100 leggyakoribb férfinév között.

## Névnapok
- Angelusz, Angelus: május 5.[2]
- Andzseló: